# Teunz

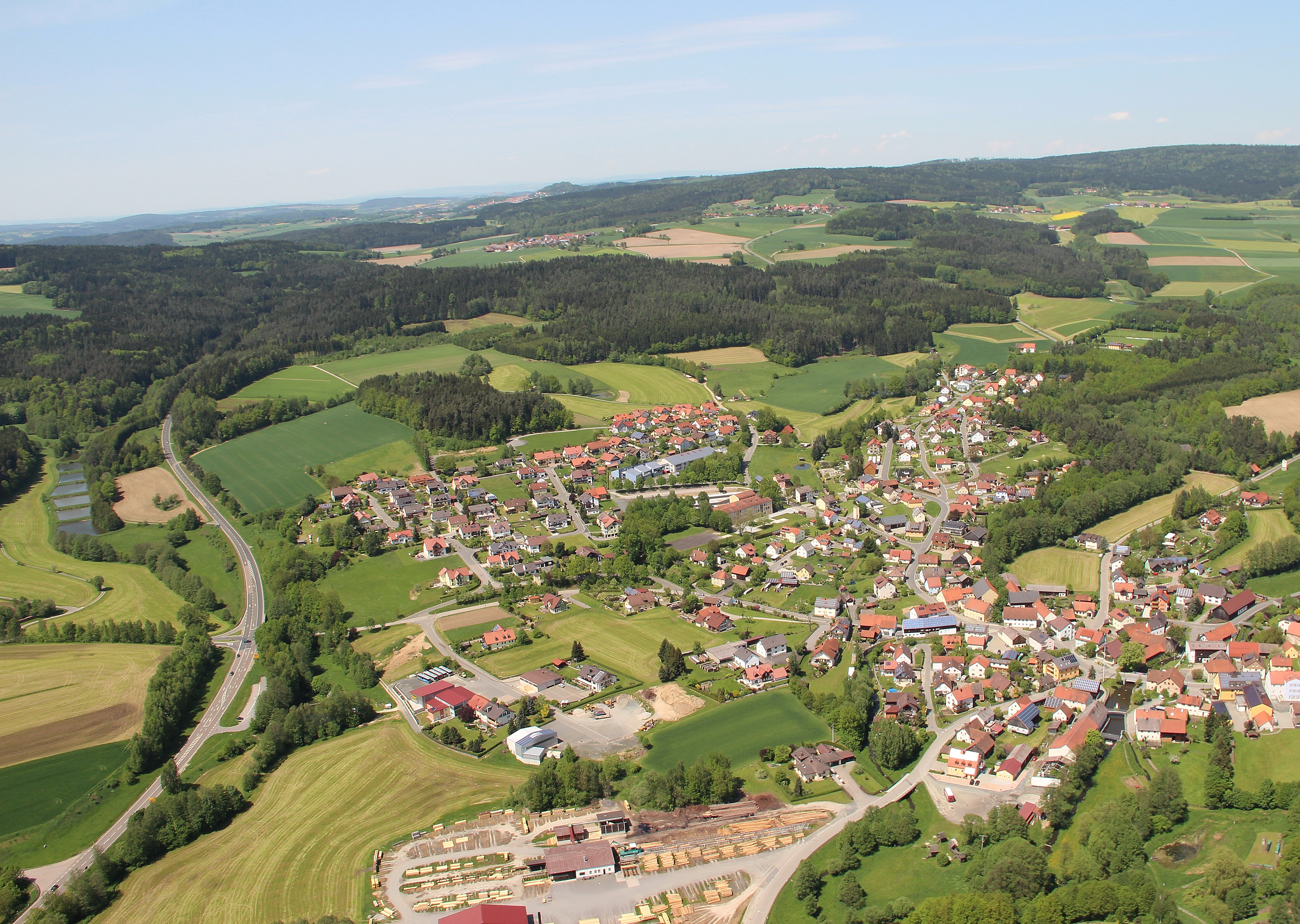
Teunz (2013)

Teunz ist eine Gemeinde im Oberpfälzer Landkreis Schwandorf. Die Gemeinde ist Mitglied der Verwaltungsgemeinschaft Oberviechtach.

## Geographie

### Geographische Lage
Teunz liegt in der Region Oberpfalz-Nord im nordöstlichen Teil des Landkreises Schwandorf, direkt an der B 22 zwischen Weiden und Cham. Das Gebiet der Gemeinde Teunz gehört zur Urlaubsregion Oberviechtacher Land und zum Naturpark Oberpfälzer Wald. Der Ort Teunz liegt 442 m ü. NHN. Der höchste Punkt der Gemeinde ist der Wildenstein beim gleichnamigen Ort mit 744 m ü. NHN.
„Die Ansicht der Ortschaft Teunz ist geprägt von der Pfarrkirche St. Lambertus sowie dem Zusammenfluss der Bäche Murach und Faustnitz, bei dem das Niederschlagswasser aus ca. 60 km² zusammengeführt wird.“

### Nachbargemeinden
Die Nachbargemeinden (im Uhrzeigersinn) sind: Moosbach, Oberviechtach, Niedermurach, Guteneck, Gleiritsch und Tännesberg.
| Tännesberg 7 km | Moosbach 12 km                              | Moosbach 12 km     |
| Gleiritsch 5 km | Kompassrose, die auf Nachbargemeinden zeigt | Oberviechtach 3 km |
| Guteneck 9 km   | Niedermurach 3 km                           | Oberviechtach 3 km |

### Gemeindegliederung
Die Gemeinde hat 18 Gemeindeteile (in Klammern ist der Siedlungstyp angegeben):
- Burkhardsberg (Weiler)
- Fuchsberg (Dorf)
- Gutenfürst (Dorf)
- Haidhof (Weiler)
- Hebermühle (Weiler)
- Hermannsried (Weiler)
- Höcherlmühle (Einöde)
- Kühried (Dorf)
- Kühriedermühle (Einöde)
- Miesmühle (Einöde)
- Ödmiesbach (Dorf)
- Ödreichersried (Einöde)
- Schömersdorf (Dorf)
- Tannenschleife (Einöde)
- Teunz (Pfarrdorf)
- Weiherhäusl (Weiler)
- Wildstein (Dorf)
- Zeinried (Dorf)

Daneben gibt es die Einöden Hermannsriedermühle, Tannenmühle und Zieglhäuser, die jedoch keine amtlich benannten Gemeindeteile sind.
Es gibt die Gemarkungen Fuchsberg, Teunz, Wildstein und Zeinried.

## Geschichte

### Der Name Teunz
Aufgrund fehlender schriftlicher Quellen sind Einflüsse auf die Besiedlung nur aufgrund der Ortsnamenkunde nachzuweisen.:8 Im Altlandkreis Oberviechtach sind die Orte Gleiritsch und Teunz slawischen Ursprungs und zählen damit zu den ältesten Siedlungen in diesem Gebiet. Der Name Teunz kommt von tync, was so viel bedeutet wie kleine Burg, oder von tyn, der Bezeichnung für Mauer, Zaun oder Umwallung. Ob ein Zusammenhang zwischen einer Besiedlung durch die Slawen und den kaum mehr sichtbaren Überresten eines nordöstlich von Teunz gelegenen Burgstalls „in einer Schlinge der Murach auf dem Felsstock Wutzelstein“:9 besteht, ist nicht erwiesen.

### Erste Nennungen
Da es sich bei Teunz nachweislich um einen slawischen Namen handelt, entstand der Ort vor der Jahrtausendwende. Schriftliche Quellen fehlen. Im Jahre 1280 tauchte der Name „Teinzen“ auf.
Im Jahre 1286 wurde in einem der ältesten Pfarreienverzeichnisse des Bistums Regensburg die Pfarrei Teunz erwähnt. Die Aufstellung des Verzeichnisses erfolgte auf Betreiben von Papst Gregor X. und später auf Befehl des Papstes Honorius IV. und sollte dazu dienen, den Kreuzzug zu finanzieren. Man trug jede Pfarrei in Schätzungslisten ein, darunter auch Teunz, und veranlagte jeden Geistlichen zur Zahlung eines bestimmten Betrages.

### Das Hammerwesen
In der Oberpfalz, dem „Ruhrgebiet des Mittelalters“, gab es in der Blütezeit viele Hammerwerke. 1387 ist „der Bestand von zwei Hämmern in Teunz nachgewiesen“.:137 Sie dienten der Eisenverarbeitung. Im Oberlauf der Murach, die durch Teunz fließt und in die der Goldbach mündet, gab es Stellen mit Goldabbau.
In der großen Hammereinigung ist „Ott Vogel mit dem hamer zu Teintz“ genannt. Ebenso wird „Stephan dez Rehtzers seligen witib mit dem hamer zu Trint (= Teunz)“ als Mitglied in der Hammereinigung aufgezählt.
Die Hammervereinigung war eine Vereinigung von 82 Hammerwerken. Sie regelte die Abgabe von Erz, die Herstellung, den Vertrieb und den Preis der Produkte.
1394 verkaufte „Konrad Paulsdorfer das untere Haus zum Tännesberg mit Zugehörungen, darunter auch des Vogels Hammer“ an Pfalzgraf Ruprecht II.:176

### Oberteunz, Mittelteunz und Unterteunz
Die Wasserkraft war für Teunz schon immer von großer Bedeutung. Dies zeigt sich noch an den Ortsnamen mit der Endung -mühle. Der Hundsgraben, der Tannenbach und der Höcherlbach, aus Richtung Wildstein kommend, vereinigen sich zur Trausnitz (manche Karten nennen auch den Namen Faustnitz), die unterhalb der Ortschaft Teunz in die Murach mündet. Der Goldbach und der Weißbach speisen die Murach, die bei Zangenstein in den Fluss Schwarzach fließt. Da die Lage am Wasser und damit die Wasserkraft für Mühlen, Schleifen und Hammeranlagen von wesentlicher Bedeutung war, teilten sich mehrere Lehensherren das Gebiet entlang der Wasserläufe. So erscheinen in den Akten die Ortsteile „Oberteunz“ (Hebermühle), „Mittelteunz“ und „Unterteunz“. Im Jahre 1387 ist „der Bestand von zwei Hämmern in Teunz nachgewiesen“.:137
Aufzeichnungen aus dem Jahre 1581 lauten:
„Obern Teinz. Ist die mannschafft Christoffen Pirckhs hammermeister zu Mittern Teinz zugehörig Hammer Mittern Teinz. Ist mit der mannschafft ins ambt Thennersberg gehörig Nidern Teinz. Alda hat Otto hat Otto von Ebleben zum Thannstein vf seinen güettern bestendige hofmarckh, die anderen vnderthannen meinem genedigsten herrn, vnd zwene Wolfen vonn Pertolzhof zu Altendorff zugehörig, mehr etliche der landtgrafschaft Leuchtenberg vnnderworffen“.:73 f. Aus einem Bericht des Johann German Barbing an den Kurfürst Ferdinand Maria vom 16. Januar 1666 heißt es dazu: „Mittern Teintz. Ein Eisen- oder Schinhammer, ungangbar und seit 1621 öd, auch die Hämmer und Hausgebäu(de) ganz weg, so daß also allein die Felder und ‚Wyßmather‘ genossen werden können. Der Hammer ist Adam Balthasar von Sazenhofen gehörig, bei dem Mittel genug vorhanden wären, solchen wieder aufzubauen“. Die Wüstung Spatzenmühle ist der Ort des Eisenhammers Unterteinz. Die Anlage wird als Bodendenkmal unter der Aktennummer D-3-6540-0062 im Bayernatlas als „Wüstung Spatzenmühle, frühneuzeitlicher Eisenhammer "Unterteinz".“ geführt.

### Landgrafen von Leuchtenberg
Lange Zeit waren die Landgrafen von Leuchtenberg Lehensherren in Teunz. „Heinrich, Eberhard und Friedrich Teynczer“ sind im ältesten Leuchtenberger Lehenbuch (1396/1399) urkundlich belegt. Eine Akte beim Staatsarchiv Amberg aus dem Jahre 1408 beschreibt das „Lehen Teintz“ so: „ 1411 ist „Leb Tennzerr“ nachgewiesen, Albrecht Teyntzer ist 1414 als Zeuge in einer Urkunde des Klosters Kastl aufgeführt. „Hanns der Teintzer“ wurde 1417 erwähnt und 1445 nannte eine Urkunde den „edel Ritter herr Kolwin zu Teintz“.
Ab dem Jahre 1494 tauchte der Name Teinzer nicht mehr auf. Wahrscheinlich waren sie in männlicher Linie ausgestorben. Ihre Erben waren die Pertolzhofer. 1524 vermeldete ein Leuchtenberger Lehenbuch, dass „alle die lehen zu Teinz, so von alter den Teinzern zugehörig“ an Joachim von Pertolzhofen übergeben wurden. Auch die Zenger hatten neben den Pertolzhofern Besitztümer in Teunz. „Otto und Sebastian Zenger“ wurden 1517 genannt. Otto der Zenger zu Thanstein erhielt 1532 von den Landgrafen von Leuchtenberg „erstmals als ‚Sitz und Hofmark’ mit den Hofmarksgerechtigkeiten und -freiheiten“ das Gut Teunz.:138 Margaretha, die Tochter von Otto dem Zenger, war mit Georg von Ebleben verheiratet. 1545 wurde dieser Hofmarksherr in Teunz.  1564 wurde Jakob Fuchs von Arnschwang als Lehensherr geführt. Er war Vormund der minderjährigen Söhne Ottos von Ebleben, Hanns und Otto, die 1568 als Hofmarksherrn angegeben wurden. 1607 folgten Georg Wilhelm und Hanns Otto von Ebleben, 1615 Georg Wilhelm und Friedrich Wilhelm von Ebleben.:139 1622, im Dreißigjährigen Krieg, wurde Friedrich Wilhelm von Ebleben als Landsasse in „Mittlern Teinz“ genannt. Aufgrund der religiösen Veränderungen und der  kriegerischen Auseinandersetzungen in dieser Zeit wurden viele Burgen und Landsassengüter zerstört, teilweise verschwanden ganze Ortschaften. Friedrich Wilhelm von Ebleben wechselte auf die protestantische Seite und verlor deswegen 1633 seine Besitzungen in Teunz. 1635 übernahm Joachim von der Wahl die Hofmark Teunz von den Landgrafen von Leuchtenberg als Lehen.
„Seit 1749 war Teunz mit der Hofmark Fuchsberg verbunden. 1766 verkaufte Graf von der Wahl das Gut Teunz an Karl von Taufkirchen. Dieser empfing Sitz und Hofmark zu Teunz 1767 als leuchtenbergisches Ritter- und Mannlehen, …“
In der Folgezeit sind als Landsassen in Teunz eingetragen:
„1677 Ferdinand Franz Albrecht von der Wahl, 1710 Franz Xaver von der Wahl, 1737 Friedrich Maria von der Wahl, 1740 Johann Ferdinand von der Wahl, 1746 Franz Xaver von der Wahl, 1767 Karl von Taufkirchen zu Fuchsberg, 1769 Eleonora von Taufkirchen, 1783 Stanislaus von Taufkirchen“.:140 Gräfin Maria Adelhaid von Taufkirchen, geborene Fugger von Schwindegg, war seine Frau. Ihr Grabstein befindet sich noch in der Teunzer Kirche.
Im Zuge der Verwaltungsreformen in Bayern entstand mit dem Gemeindeedikt von 1818 die Gemeinde Teunz.

### Eingemeindungen
Im Zuge der Gebietsreform in Bayern wurde am 1. Januar 1972 die Gemeinde Wildstein eingegliedert. Am 1. Mai 1978 kam die Gemeinde Fuchsberg hinzu und aus der aufgelösten Gemeinde Zeinried ein Gebiet mit den Orten Miesmühle, Ödmiesbach, Sömersdorf, Weiherhäusl und Zeinried.

### Einwohnerentwicklung
Zwischen 1988 und 2018 wuchs die Gemeinde von 1711 auf 1826 um 115 Einwohner bzw. um 6,7 %.
Auf dem Gebiet der Gemeinde wurden an Einwohnern gezählt:
| Jahr      | 1840 | 1871 | 1900 | 1925 | 1939 | 1950 | 1970 | 1987 | 1991 | 1995 | 2000 | 2005 | 2010 | 2015 | 2020 | 2023 |
| Einwohner | 1766 | 1889 | 1820 | 1597 | 1661 | 1788 | 1553 | 1734 | 1810 | 1864 | 1958 | 2008 | 1957 | 1844 | 1829 | 1844 |

## Politik

### Gemeinderat
Die Gemeinderatswahl 2020 ergab folgende Stimmenanteile und Sitzverteilung:
| Partei/Liste       | %    | Sitze |
| ------------------ | ---- | ----- |
| CSU                | 55,9 | 7     |
| SPD                | 16,0 | 2     |
| Freie Wähler Teunz | 28,1 | 3     |

### Bürgermeister
Bürgermeister ist seit Mai 2008 Norbert Eckl (CSU).

### Wappen
| | Blasonierung: „Im Zinnenschnitt geteilt von Silber und Grün, oben zwei rote Balken, unten ein silbernes Wasserrad.“ |
| Wappenbegründung: Die vier Zinnen im Wappen bedeuten die vier ehemaligen Gemeinden Fuchsberg, Teunz, Wildstein und Zeinried, die seit 1978 zur Gemeinde Teunz zusammengeschlossen sind. Außerdem ist die Zinne das Symbol für die Befestigung (siehe: Geschichte/Der Name Teunz: „tyn“ oder „tync“). Die Taufkirchener führten als Hofmarksherrn von Teunz eine Zinne in ihrem Wappen. Die zwei roten Balken sind dem Wappen des Freiherren von Satzenhofen entnommen. Das Wasserrad erinnert an die vielen Mühlen, Hammerwerke und Glasschleifereien entlang der Bäche im Gemeindegebiet. Diese Wasserläufe prägten die Entwicklung in diesem Gebiet entscheidend. | |

## Sehenswürdigkeiten

### Pfarrkirche St. Lambert

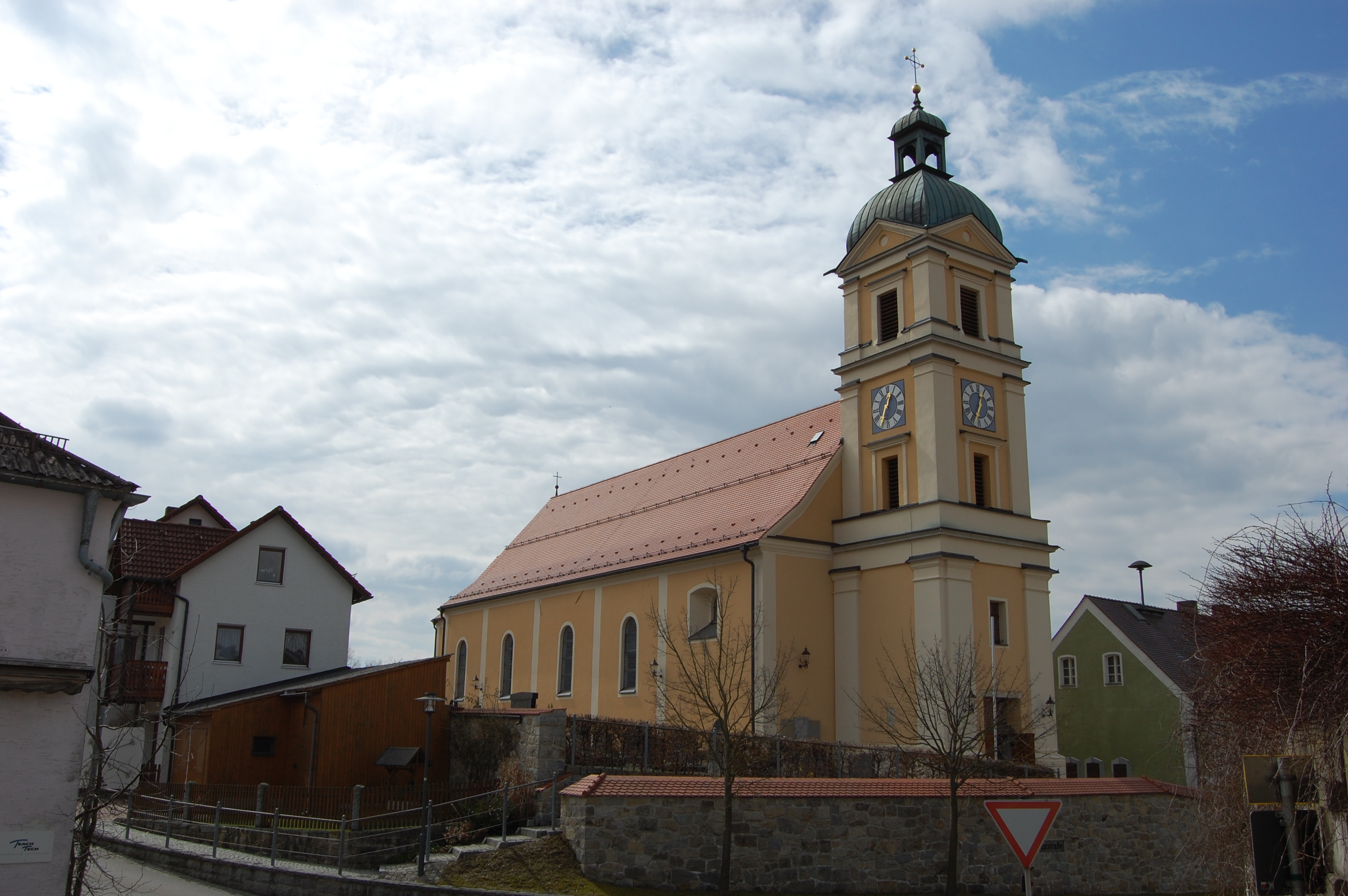
St. Lambert, Teunz (2010)

Die katholische Pfarrkirche St. Lambert wurde 1723 erbaut. Im Jahre 1774 erfolgte die Konsekration. Der jetzige Turm stammt aus dem Jahre 1834.

### Weitere Sehenswürdigkeiten
- St. Jakob bei Fuchsberg, Kirche am Jakobsweg
- Burgstall Wildstein
- Vom in nördlicher Richtung drei Kilometer entfernten Fuchsberg führt der Fränkische Jakobsweg, der mit einer weißen Muschel auf hellblauem Grund markiert ist, durch die Ödmiesbacher Straße ins Zentrum von Teunz. Am Ende der Ödmiesbacher Straße wendet er sich nach rechts in die Nabburger Straße, auf der er Teunz in Richtung Westen verlässt. Nächste Station am Fränkischen Jakobsweg ist das zwei Kilometer südwestlich von Teunz liegende Voggendorf.[33]

## Wirtschaft, Verkehr und Infrastruktur
Es gab im Jahr 2020 nach der amtlichen Statistik im produzierenden Gewerbe 102 und im Bereich Handel und Verkehr 26 sozialversicherungspflichtig Beschäftigte am Arbeitsort. In sonstigen Wirtschaftsbereichen waren am Arbeitsort 50 Personen sozialversicherungspflichtig beschäftigt. Sozialversicherungspflichtig Beschäftigte am Wohnort gab es insgesamt 845. Im verarbeitenden Gewerbe gab es einen, im Bauhauptgewerbe fünf Betriebe. Zudem bestanden im Jahr 2016 46 landwirtschaftliche Betriebe mit einer landwirtschaftlich genutzten Fläche von 1371 ha, davon waren 990 ha Ackerfläche und 379 ha Dauergrünfläche.
Teunz ist mit der Linie 6273 (Nabburg – Schönsee) und der Linie 11 (Weiden – Oberviechtach) in unregelmäßiger Taktfolge an das ÖPNV-Netz angeschlossen.

## Bildung
Es gibt folgende Einrichtungen (Stand: 2021):
- ein Kindergarten: 83 genehmigte Plätze, 83 betreute Kinder
- eine Grundschule: vier Lehrkräfte und 81 Schüler
- Ab Klasse 5: Doktor-Eisenbarth-Mittelschule in Oberviechtach

## Persönlichkeiten

### Personen, die mit der Gemeinde in Verbindung stehen
- Joseph Forster (1881–1947), Verwaltungsjurist und Landrat
- Tobias Thalhammer (* 1979), bayerischer Landtagsabgeordneter

### Ehrenbürger
- Altbürgermeister Johann Kirchberger; † 1986
- Pfarrer Jakob Wendel; † 1992
- Franz Thurmfart; † 1997

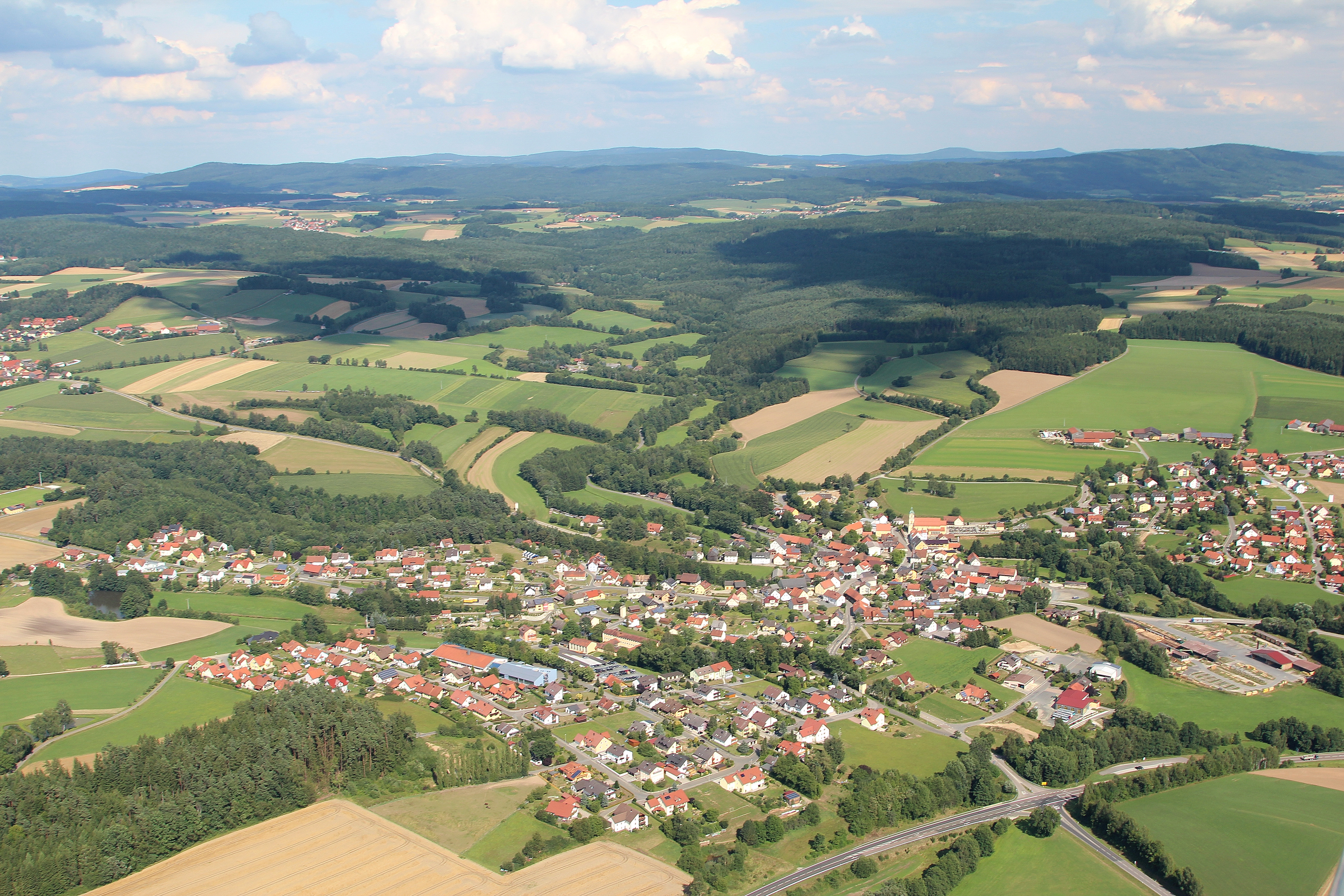
Teunz (2013)
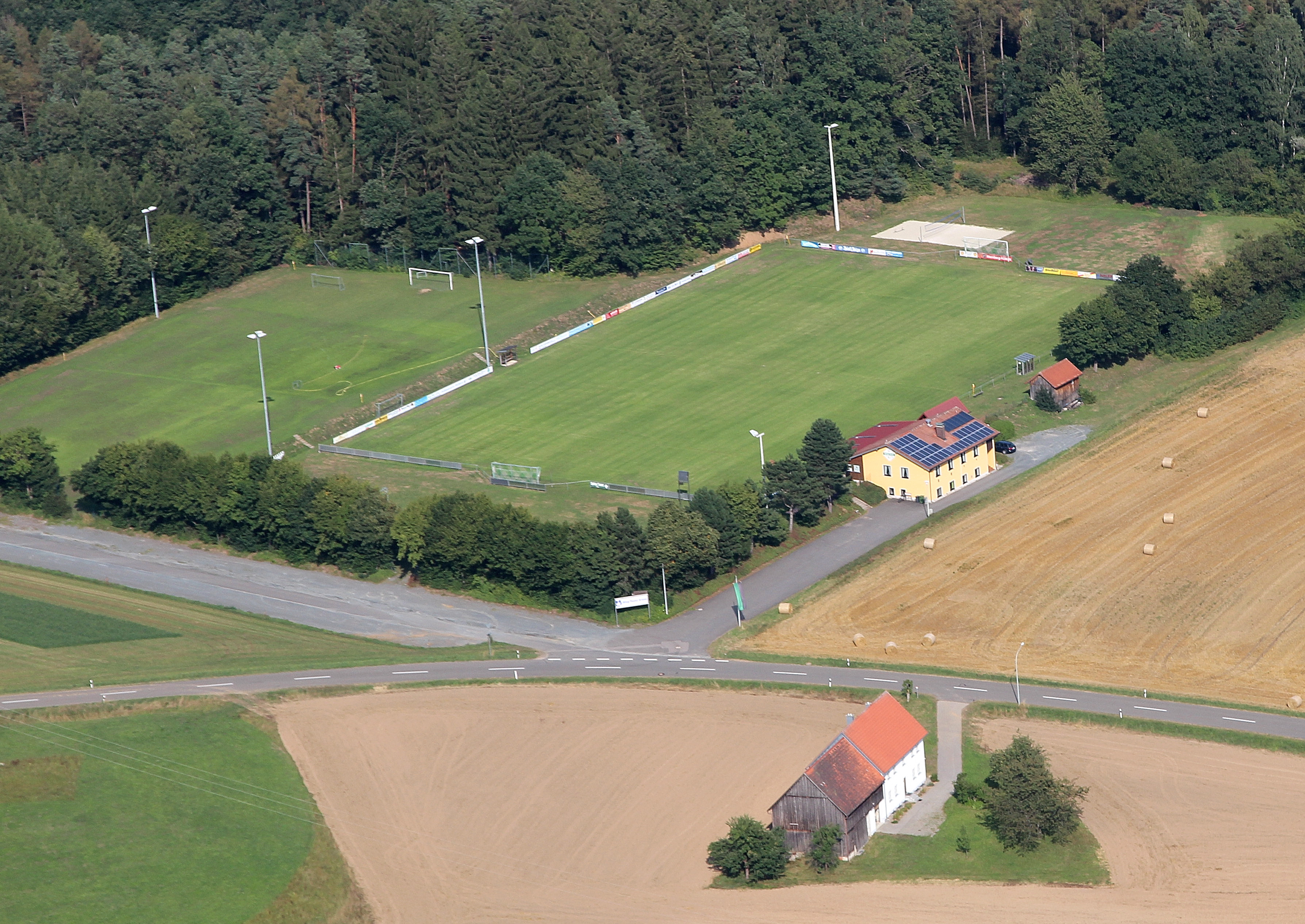
Sportgelände der SpVgg Teunz (2013)
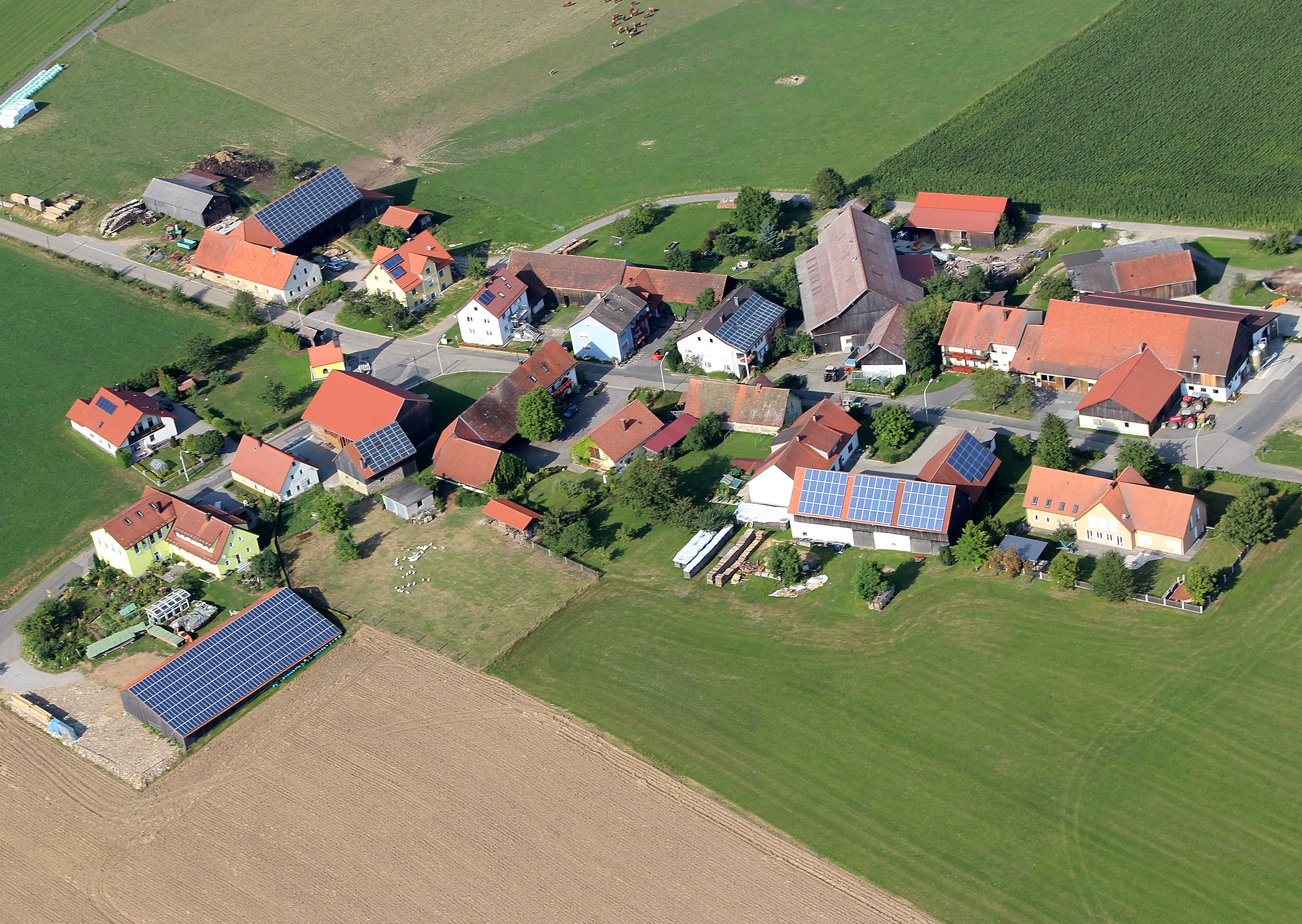
Gutenfürst (2013)
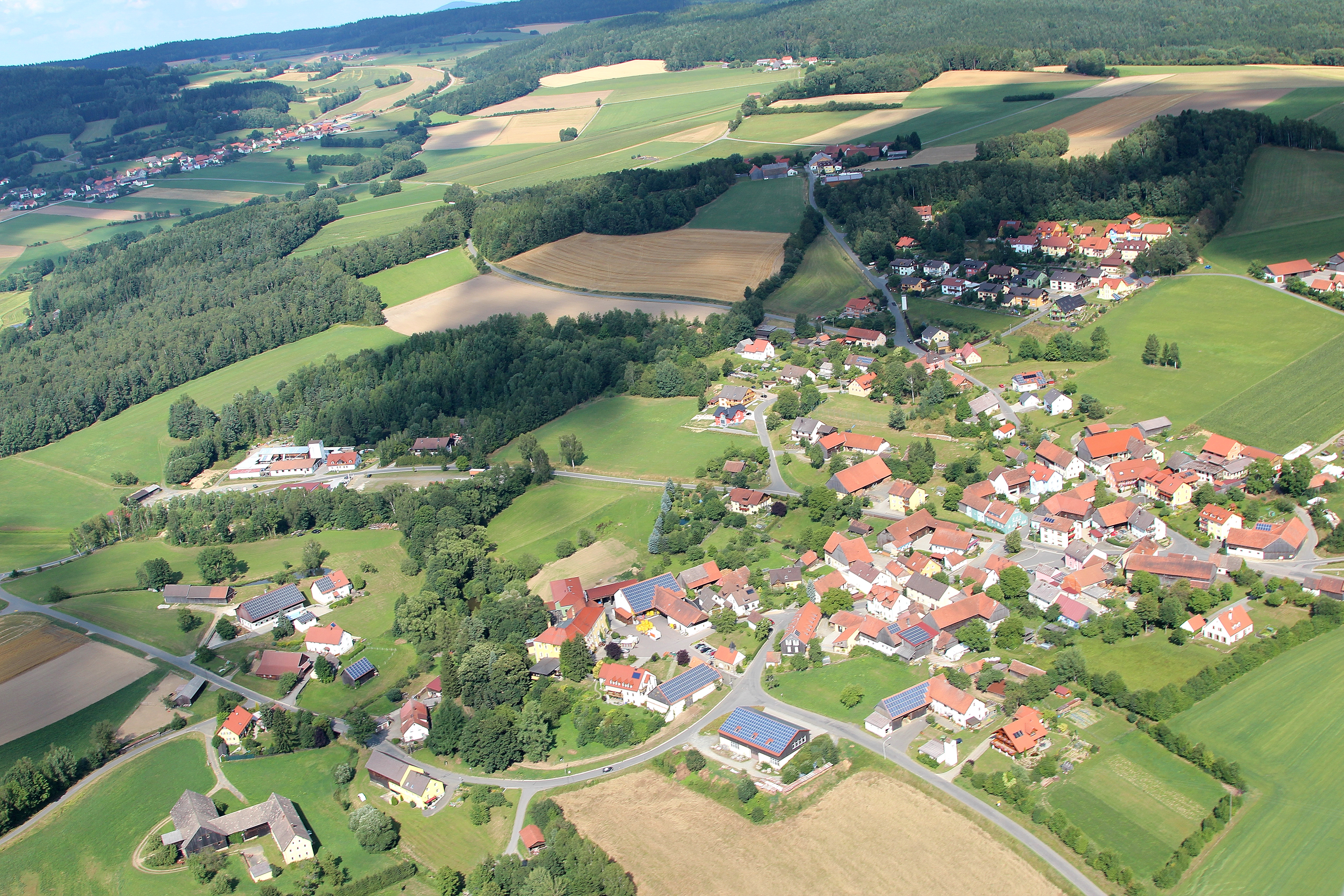
Fuchsberg (2013)
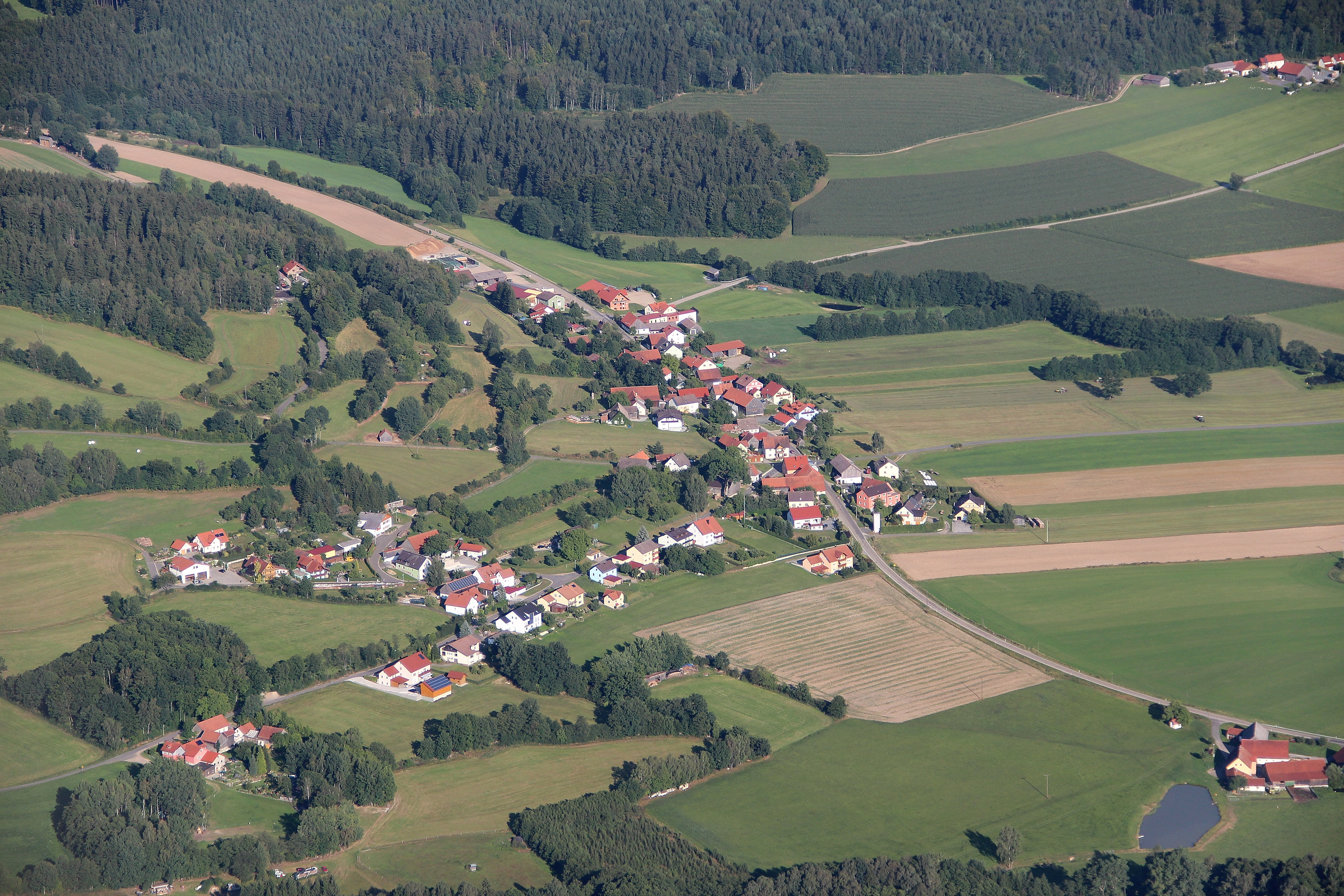
Kühried (2012)